# اغتيال فرناندو فيلافيسينسيو
في 9 أغسطس 2023 وأثناء تجمع انتخابي في العاصمة الإكوادورية كيتو، أُغتيل فرناندو السيبياديس فيلافيسينسيو فالنسيا المعروف بفرناندو فيلافيسينسيو، وهو سياسي ونقابي وصحفي إكوادوري ترشح لمنصب رئيس الإكوادور في الإنتخابات العامة لعام 2023.

## الإغتيال
في 9 أغسطس 2023 في تمام الساعة 18:20 بتوقيت الإكوادور، أُصيب فيلافيسينسيو برصاصة في رأسه أثناء دخوله سيارة بعد فترة وجيزة من اختتام مسيرة في كوليجيو أندرسون في الجزء الشمالي من كيتو عاصمة الإكوادور. وأثناء الهجوم ألقى المسلح أيضاً قنبلة يدوية لكنها لم تنفجر. تم نقل فيلافيسينسيو إلى عيادة قريبة حيث أُعلن عن وفاته، وكان عمره 59 سنة. كما أُصيب تسعة آخرون خلال إطلاق النار، من بينهم ضابط شرطة. كان فيلافيسينسيو تحت الحراسة وقت الإغتيال. قُتل أحد المشتبه بهم في عملية الإغتيال خلال تبادل لإطلاق النار. تم اغتياله قبل أقل من أسبوعين من الإنتخابات العامة.
قبل يوم واحد من وفاته، قدم فيلافيسينسيو تقريرًا إلى وزارة العدل حول عمل نفطي لم يذكر إسمه، لا توجد تفاصيل معروفة حول التقرير. وأشارت صحيفة واشنطن بوست إلى أن اغتياله حدث في وقت يتزايد فيه عنف العصابات في البلاد. تلقى فيلافيسينسيو عدة تهديدات بالقتل؛ بما في ذلك واحد من كارتل سينالوا خلال حملته الرئاسية، وآخرها كان قبل أسبوع من الإغتيال.

في مقطع فيديو تم نشره على مواقع التواصل الإجتماعي مساء ذلك اليوم، أعلنت جماعة إجرامية تعرف باسم "لوس لوبوس" مسؤوليتها عن الهجوم، لكن تم التشكيك في صحة الفيديو.

## ردود الفعل
- أكد الرئيس الإكوادوري غويلرمو لاسو وفاة فيلافيسينسيو وقال إن "الجريمة لن تمر دون عقاب".[7]

وطلب عقد اجتماع أمني مع المسؤولين في قصر كارونديليت في كيتو.
- المرشح الرئاسي جان توبيتش استخدم اغتيال فيلافيسينسيو سبب للعمل ضد العنف المتزايد في البلاد.[8]
- مرشحون رئاسيون آخرون مثل ياكو بيريز وكزافييه هيرفاس وأوتو سونينهولزنر ولويزا غونزاليس أعربوا عن تعازيهم وأدانوا الهجوم.[9]
- أصدرت بعثة المراقبة الانتخابية منظمة الدول الأمريكية (OAS)، التي كان من المقرر أن تبدأ في الوصول إلى الإكوادور في اليوم التالي ، بيانًا أدانت فيه عملية الإغتيال، وشاركت الشعب الإكوادوري في الحزن، ودعت السلطات الإكوادورية لإجراء تحقيق شامل.[10]
- بدأت مقاطع فيديو للهجوم تنتشر عبر وسائل التواصل الإجتماعي بعد وقت قصير من تأكيد وفاته. وأظهرت مقاطع الفيديو دخول فيلافينسيو سيارة عندما أطلقت عدة طلقات مع صراخ الشهود.[11]
- في يوم الإغتيال، صرّح حزب فيلافينسيو أيضاً أن عدة رجال مسلحين هاجموا مكاتبهم في كيتو.[12]
- بعد الإغتيال، قالت أرملة فيلافيسينسيو فيرونيكا ساروز إن فريقه الأمني قد فشل.[8][13]
- وقالت زميلة فيلافيسينسيو (أندريا غونزاليس) أنه سيتم تسمية شارع في مسقط رأسه (الاوسي) بإسمه تكريماً له.[14][15][16]